# Molophilus erricha
Molophilus erricha är en tvåvingeart som beskrevs av Günther Theischinger 1992. Molophilus erricha ingår i släktet Molophilus och familjen småharkrankar. Inga underarter finns listade i Catalogue of Life.